# 三島良績

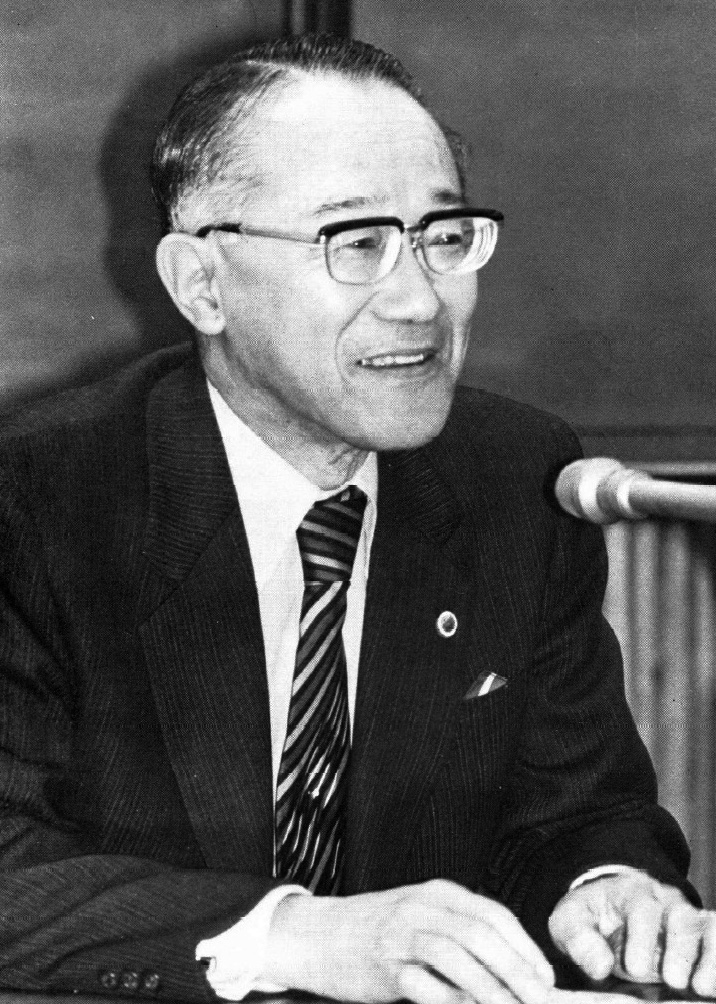
東京大学工学部教授会で退任の挨拶をする三島良績(1982年)

三島 良績（みしま よしつぐ、1921年〈大正10年〉8月5日 - 1997年〈平成9年〉1月12日）は、日本の金属工学者、原子力工学者。東京大学原子力工学科教授として、特にベリリウム、ジルコニウム、チタンなど新金属合金の研究、原子炉燃料の被覆合金の研究に多くの実績を残し、日本の金属工学、原子力工学の草分けである。父・三島徳七（磁性合金MK鋼の発明者、文化勲章受章者）、次男・三島良直（日本医療研究開発機構理事長、東京工業大学第19代学長）も金属工学研究者で、3代にわたる金属工学者の家系である。切手収集家としても知られ、金属工学の専門知識を生かした切手印刷技術の研究を通じて、造幣局の技術指導にあたった。大の野球愛好家で、自ら草野球投手として活動し、その方面の著作もある
。

## 略歴･業績
東京高等師範学校附属中学校、武藏高等学校を経て、1942年（昭和17年）東京帝国大学第二工学部冶金学科に入学し、1949年に東京大学大学院を修了し、同年に東京大学第一工学部付属綜合試験所助教授、1963年に東京大学工学部教授(核燃料工学講座、1981年より基礎工学講座）に就任し、1982年に退官し、東京大学名誉教授に就任した。
初期から非鉄金属に興味をもったが、特定の金属に集中することなく時効硬化現象（合金の経時的特性変化）を通じて様々な合金を横断的に分析してその法則性を追求した。1954年「金属の時効現象に関する研究」で学位（工学博士）を取得した。その後も一貫して非鉄合金の開発・研究に携わったが、特に当時まだその物性が未解明であったベリリウム、ジルコニウム、チタンなどいわゆる「新金属」の研究に着手した。これらの金属の用途のひとつが原子炉の燃料被覆管であったことから、その研究分野は原子力工学、核燃料工学に発展した。1960年、東京大学に日本初の原子力工学科が創設され、1962年から核燃料工学講座を担当した。科学技術庁燃料安全専門委員会の委員長として全国の共同研究を指揮すると同時に、自らの研究室でもジルカロイ溶接に関する研究、軽水炉用ジルコニウム合金の開発、ベリリウム反射体の開発、被覆管の変形研究など多くの基礎技術の研究開発にあたり、退官後も通商産業省、科学技術庁などの各種団体、委員会での活動を通じて、原子力、核燃料技術の発展、原子炉を主導した。
三島は、原子炉材料の研究開発を通じて、原子力安全性の問題に深く関わり、各種委員会の活動などを通じて我が国の原子力平和利用の黎明期におけるその安全性の向上に大きく貢献した。日本の「原子力安全の父」と称されることもあるが。その平和への思いはこれにとどまらず、現代の戦争の背景にはエネルギー分配の問題があり、原子力の平和利用を通じてこれを解決することが重要で、工学者の役割が大きいことを機会あるごとに唱えた。例えば次のように述べている。

「戦争はやめようだけでは世界平和の将来にならない。戦争はしない方がよいことや、したらどんな悲惨なことが伴うかはいまさら言わなくても若い戦争を知らぬ世代にも観念的にはよくわかっている。問題は歴史をみると、戦争はしまい、イヤだといくら信じていてもそれだけで戦争はなくならなかった、これをどうするかがいま考える事だろう -(中略)- この限られた地球表面の制限内で住める人間の数は、使えるエネルギー量、利用可能の資源量からみて本当にどのくらいが限度で、どうしてそのくらいに抑えるか又その資源、エネルギー量をどう分配したらみんなそれぞれ気がすんで争わずに暮らせるかという問題を考える方がこれからは大事だというのである。いくら難しくてもその解決の方策をつくることに世界中みんなで努力しなければ世界の恒久平和はもたらされない。だからエネルギーを考える人が重要であり、各国の政策や現在世界の主導権をもつ国のグループの都合を優先させずに、本当に人類の将来のためを考えて各個人の責任と尊厳に基づいて世界の最適人口の上限を考えたり、資源やエネルギーの分配比率を考えたりするNGOの存在がいまや重要なのである」

原子炉材料以外の金属学の研究も多岐にわたるが、そのひとつに合金設計学の提唱がある。合金の設計開発は、従来は研究者の経験を頼りに試行錯誤して進められるのが常で、偶然性の高いものであった。1965年頃から三島は、これにコンピュータによる情報処理を導入して新しい合金を設計する「合金設計学」を提唱し、その後の合金設計に応用されるようになった。
1991年、米国原子力学会（American Nuclear Society）によりその功績を記念して、核燃料物質の研究開発に優れた業績をあげた研究者に贈られる三島賞（Mishima Award）が創設された。

## 切手収集家として
幼少時、留学中の祖父からの手紙に貼られていた外国切手に興味を持って以来、切手収集を始め、特に切手製造技術に興味をもった。1944年、大学3年の時に「郵便切手の製造」という本をガリ版刷りで出版した。1947年、大学院3年時に学生サークル「切手研究会」を創設した。1952年の東京大学創立75周年に際しては、切手研究会が主体となって記念切手の発行を申請して実現したが、この切手の安田講堂の図案は、三島が撮影した写真をもとに描かれたものであった。
切手収集は生涯の趣味となり、特に昭和期以降の普通切手の研究を専門としたが、ゼネラルコレクターとしての膨大な収集は「三島コレクション」として知られた（その一部は没後、切手の博物館に寄贈された）。単なる収集にとどまらず、金属工学の専門知識をもとに切手製版工学の研究を究め、1959年から15年にわたって郵政省審議会専門委員、郵便切手図案委員を務めた。

## 野球愛好家として
小学生の頃から野球好きであったが、東京大学では職場野球チームの投手として活動した。投手としての退官までの成績は145勝64敗10分であった。1977年、100勝を記念して出版した「われらが草野球」は、数少ない草野球のバイブルとして好評を博した。
野球好きを買われて、1975年から1982年まで8年間にわたって東京大学野球部部長を務め、在任中は対戦チームの成績をコンピュータデータベース化して利用するなど独自の試みも取り入れた。1977年には東京六大学リーグ加盟以来初めて早慶両大学から勝ち点をあげ、初の6勝（総合4位）を達成して注目を浴びた。

## その他
- チタンは研究対象の一つで、その特性を知り抜いていた。産業界におけるチタンの普及に大きく貢献したが、身の回りの品々にも常にその応用を考えていた。例えば、多磨墓地にある三島家先祖代々の墓の納骨室が劣化していたため、耐蝕性に優れたチタンを使って作り直した。このほか、印鑑、眼鏡のフレームなどにもチタンを使ったものを特注した。

- きわめて几帳面な性格で、生涯にわたって毎日欠かさず日記をつけ、書類、資料はすべて整然と整理されていた。出張旅行先では、愛用の小型カメラ・オリンパスペンでこまめに記録写真を撮り、パンフレット、切符、入場券、駅弁の包装紙にいたるまで収集してアルバムにまとめていた。

- 大の猫好きで、自宅では愛猫を膝にのせて可愛がっていたが、国内外の原子力関係の猫好きを集めて「国際原子力猫の会」を作り、十数年にわたって毎年例会を開いていた。

- 本業の金属工学、原子力工学以外にも、多方面で活動していたことから、知己がきわめて多かった。東京大学退任記念の寄稿文の受付は、「金属」「原子力」「学友」「一般」「切手」「野球」「草野球」「ねこ」「その他」に区分されていた[4]。

## 受賞
- 1957年 - 郵便功労表彰
- 1965年 - 郵政大臣表彰
- 1971年 - 日本金属学会功績賞 (金属の時効現象および新金属に関する研究)
- 1977年 - アメリカ鉱山冶金石油学会25年会員表彰
- 1980年 - 伸銅研究会20年功績賞
- 1981年 - 原子力学会賞[8]（軽水炉燃料の安全性に関する協同研究）
- 1981年 - 原子力安全功労者
- 1981年 - 新金属協会25年功労者表彰
- 1982年 - 日本チタン協会[9]チタン30年功労賞
- 1982年 - 郵政大臣表彰（切手製造への貢献）
- 1984年 - 前島賞（郵政事業への功労）
- 1985年 - 日本金属学会村上記念賞（金属学への貢献）
- 1986年 - ASTM功績賞（高融点金属研究と工業標準化への功績）
- 1988年 - クロール国際賞[10]（ジルコニウム研究への貢献）
- 1988年 - 日本スポーツ賞（第17回日米大学野球日本チーム団長を務めた功績）
- 1990年 - 米国原子力学会（ANS）[11]シーボルク賞（原子力平和利用研究への貢献）
- 1990年 - 中華民国技能学会賞牌「技能師儒」受賞
- 1991年 - ASTMシンポジウムアワードメダル
- 1996年 - 勲三等旭日中綬章

## 主な役職
- 1956年	- 日本学術振興会 稀元素調査121委員会委員
- 1957年	- 日本原子力研究所 燃料要素研究委員 他
- 1959年	- 郵政省 郵便切手図案委員（ - 1974年）
- 1961年	- 科学技術庁 原子炉安全専門審査会委員
- 1963年 - 原子力船開発事業団 技術委員
- 1964年	- 原子力学会理事（ - 1966年）
- 1964年 - 原子力安全研究協会 燃料安全専門委員長
- 1973年	- クロール賞選考委員
- 1975年	- 東京大学硬式野球部長（ - 1982年）
- 1977年	- 日本工学会理事（ - 1980年）
- 1988年 - フランス金属学会名誉会員
- 1988年 - 日本学術会議会員（ - 1991年）
- 1988年 - 日本原子力学会会長（ - 1990年）
- 1995年 - 国際原子力学会協議会(INSC)会長（ - 1996年）

## 主著

### 金属工学・原子力工学
- 金属材料概論（日刊工業新聞、1958年）
- 特殊金属材料（コロナ社、1961年）
- 合金学（上・下）（共立出版、1961年）三島徳七・共著
- 合金状態図　その見方・使い方（日刊工業新聞、1964年）
- 100万人の金属学〈材料編〉（アグネ、1965年）編著
- 最新金属材料学 （日刊工業新聞、1970年）
- 軽水炉燃料被覆管のふるまい（原子力安全研究協会、1970年）編
- 100万人の原子力 〈基礎編･応用編〉（アグネ、1971年）編著
- 核燃料工学（同文書院、1972年）編著
- 原子のエネルギー（学習研究社、1974年）
- 軽水炉燃料（原子力安全研究協会、1978年）
- 原子炉材料ハンドブック（日刊工業新聞、1977年）編
- 新材料開発と材料設計学（ソフトサイエンス社、1985年）岩田修一・共著

### 切手･野球
- 郵便切手の製造（良誠会、1943年）
- 昭和切手の研究（良誠会、1946年）
- 日本切手の製造（切手趣味社、1954年）
- 昭和切手詳解（学生郵便切手会、1949年）八田知雄・共著
- 切手よもやま話（毎日新聞、1958年）
- 切手集めの科学（同文書院、1965年）
- 切手集め教室（上・下）（同文書院、1965年）
- われらが草野球（同文書院、1977年）